# Sáva Nový
Svatý Sáva Nový z Kalymnosu (světským jménem: Vasileios; 7. dubna 1862, Herakleitsa – 24. března 1948, Kalymnos) byl řecký pravoslavný monach.

## Život
Narodil se 7. dubna 1862 ve vesnici Herakleitsa ve Východní Thrákii do velmi chudé rodiny. Od raného věku toužil po tom stát se mnichem. Jeho oblíbenou činností bylo čtení o životech svatých. Když se rodiče dozvěděli o jeho touze, donutili ho přerušit studium a pracovat. Jeho matka mu vyhrožovala svou smrtí, pokud se stane mnichem. Mladý Vasileios se rozhodl utéct na horu Athos do monastýru svaté Anny Velké lávry.
Po dvanácti letech služby v monastýru odešel roku 1890 do Jeruzaléma. Zde byl v monastýru svatého Jiří Chozevity postřižen na monacha a přijal mnišské jméno Sáva. Představený monastýru ho poslal zpět na horu Athos, aby zde studoval ikonopis a byzantskou církevní hudbu.
Roku 1897 se vrátil do Jeruzaléma. Zde zůstal až do roku 1916. Pracoval v horách v Jordánsku. Roku 1902 byl rukopoložen na hierodiakon a roku 1903 na jeromonacha. Poté tři roky sloužil na patriarchální škole. Žil přísným asketickým životem.
Roku 1916 se vrátil do Řecka. Odešel za metropolitou Nektariem na ostrov Aigina. Poté, co roku 1920 metropolita zemřel, Sáva odešel do ústraní. Po čtyřiceti dnech opustil samotu a vyšel s ikonou metropolity Nektaria. Nařídil představené monastýru, aby ikonu vystavila k uctívání. Představená namítala, jelikož nebyl svatořečen. Sáva ji znovu vybídl, aby neodporovala vůli Boží.
Roku 1926 odešel do monastýru Všech svatých. Usadil se poblíž v jím postavené cele.
Mnoho lidí k němu chodilo pro radu a pomoc.
Nejvíce se modlil za sirotky, chudé a vdovy. Jedl pouze prosforu a pil víno. Věnoval se ikonopisectví a zpovídal.
Zemřel 24. března 1948 na ostrově Kalymnos.

## Kanonizace
Svatořečen byl Konstantinopolským patriarchátem dne 6. února 1992.
Jeho svátek je připomínán 7. dubna či 25. března podle juliánského kalendáře.